# Massaker von Penguerec
Beim Massaker von Penguerec töteten deutsche Marinesoldaten am 7. August 1944 bei einer „Vergeltungsaktion“ 42 französische Zivilisten.

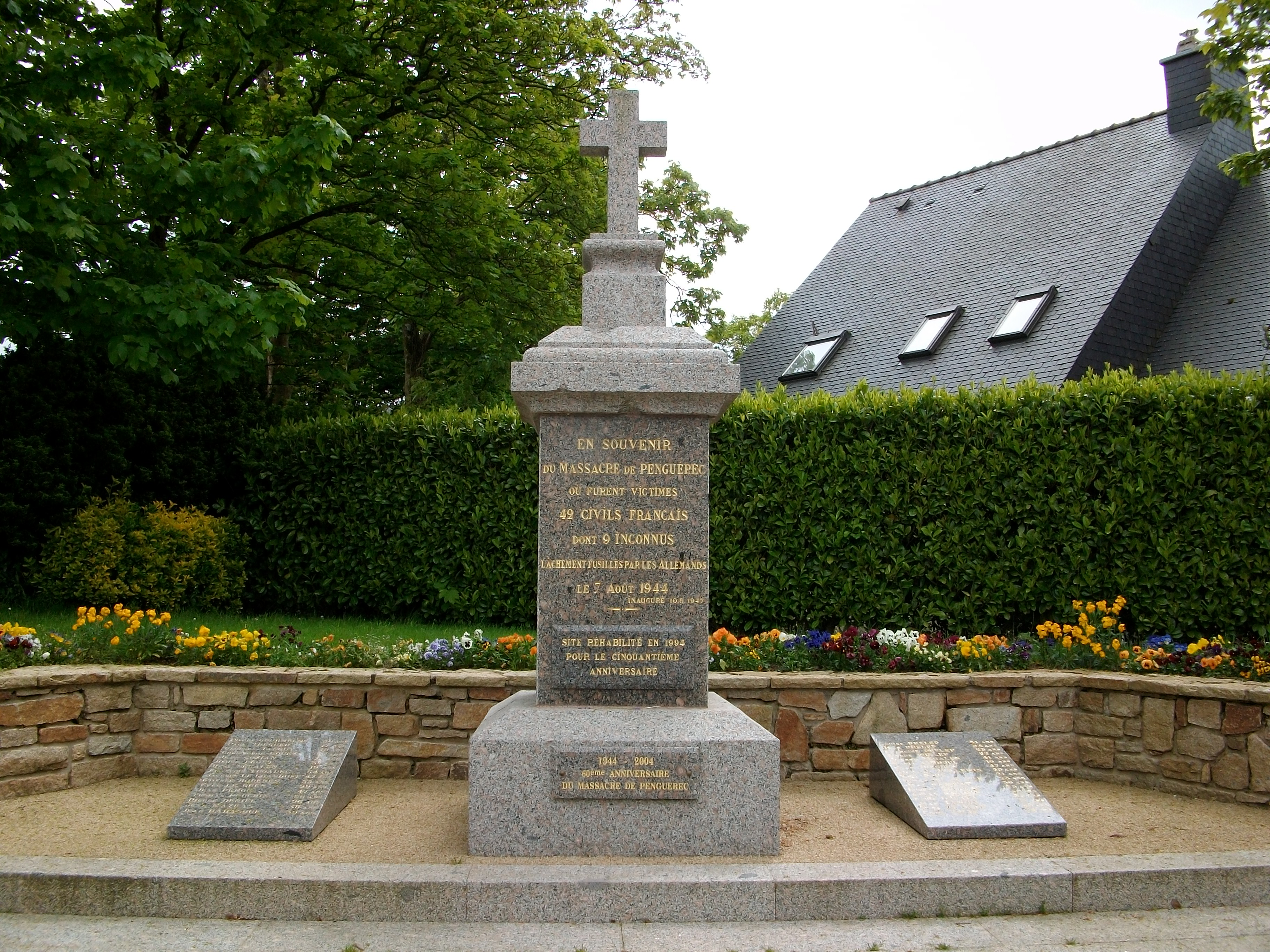
Mahnmal in Penguerec (2009)

## Militärische Situation
In der Region kam es Anfang August 1944 zu Kämpfen zwischen anrückenden US-amerikanischen Truppen und deutschen Soldaten des Marinestützpunkts Brest. Deutsche Heereseinheiten zogen sich überraschend zurück, während die Marinesoldaten in unübersichtlicher Lage auf ihrem Posten bleiben mussten. Am 7. August geriet Penguerec, ein Ortsteil von Gouesnou (nordöstlich der französischen Hafenstadt Brest), zwischen die Fronten.

## Massaker
Im von den Deutschen besetzten Hinterland griffen am 7. August Fallschirmjäger zusammen mit einer lokalen Widerstandsgruppe einen deutschen Beobachtungsposten im Kirchturm von Gouesnou an. Dieser Angriff wurde abgewehrt und deutsche Marinesoldaten wurden zur Verstärkung geschickt. Sie nahmen unterwegs willkürlich französische Passanten fest, durchsuchten im Orte Häuser und verhafteten wahllos Einwohner. Als die Deutschen danach in Richtung Penguerec abzogen, führten sie 26 Einwohner und weitere neun vorher verhaftete Zivilisten mit sich.
Annähernd zum gleichen Zeitpunkt griffen Soldaten eines Scheinwerferpostens zwei Bauernhöfe in Penguerec an, warfen Handgranaten, töteten fünf Bewohner und verletzten zwei weitere. Gegen Abend konnte man Maschinengewehrfeuer hören. Am nächsten Tag fand man in der Nähe der Bauernhäuser die Leichen der Verschleppten. Auf Befehl der Deutschen wurden insgesamt 42 Opfer notdürftig verscharrt. Sie wurden im Januar 1945 exhumiert und würdig bestattet.

## Verantwortlichkeiten
Es blieb lange unklar, welche deutschen Einheiten am Massaker beteiligt waren. Zunächst wurden Soldaten der 2. Fallschirmjäger-Division als Täter verdächtigt. Zeugen der Razzia in Gouesnou erkannten jedoch Soldaten der Marine-Artillerie aus den Flakbatterien. Angeblich habe ein "Leutnant Müller" der in Brest stationierten 9. U-Boot-Flottille das Massaker angeordnet. Ein namentlich bekannter Soldat aus der Tätergruppe soll Ende August vom Counter Intelligence Corps befragt worden sein, doch ist nichts Weiteres überliefert. Die meisten direkt Beteiligten werden bei den Rückzugskämpfen gefallen sein.
Die Befehlsgrundlage für das Vorgehen ist ein Erlass des Luftwaffen-Generalfeldmarschalls Hugo Sperrle zur Partisanenbekämpfung vom 3. Februar 1944, der Willkür Tür und Tor öffnete.